# 1964 na Coreia do Sul
Esta é uma cronologia dos principais fatos ocorridos no ano de 1964 na Coreia do Sul.

## Incumbentes
- Presidente – Park Chung-hee (1962–1979)
- Primeiro-ministro
  - Choi Tu-son (1963–10 de maio de 1964)
  - Chung Il-kwon (10 de maio de 1964–1970)

## Eventos
- 9 de maio – O presidente Park reorganiza seu gabinete, depois de uma série de manifestações estudantis contra seus esforços para restabelecer relações diplomáticas e comerciais com o Japão.
- 3 de junho – O presidente Park declara lei marcial em Seul, depois que 10 mil manifestantes estudantis enfrentaram a polícia.

## Nascimentos
- 13 de maio – Bae Jong-ok, atriz